# Goidelia pelliviva
Goidelia pelliviva – gatunek widłonoga z rodziny Catiniidae. Nazwa naukowa tego gatunku skorupiaków została opublikowana w 2000 roku przez koreańskiego profesora zoologii Il-Hoi Kima.